# كلوديا بريساكان
كلوديا ماريا بريساكان (بالرومانية: Claudia Maria Presăcan)‏ هي لاعبة جمباز فني رومانية ولدت في يوم 28 ديسمبر 1979 في مدينة سيبيو في رومانيا. أبرز إنجازاتها هو فوزها بالميدالية الذهبية في دورة الألعاب الأولمبية الصيفية 2000 في سيدني بمسابقة الفرق. كما فازت بثلاثة ميداليات ذهبية في بطولة العالم.